# Elis Stártseva
Elis Antónovna Stártseva (en ruso: Элис Антоновна Старцева; Moscú, 25 de abril de 2001) es una deportista rusa que compite en judo. Ganó una medalla de bronce en el Campeonato Europeo de Judo de 2025, en la categoría de +78 kg.

## Palmarés internacional
| Campeonato Europeo | Campeonato Europeo     | Campeonato Europeo | Campeonato Europeo |
| Año                | Lugar                  | Medalla            | Categoría          |
| ------------------ | ---------------------- | ------------------ | ------------------ |
| 2025               | Podgorica (Montenegro) | Medalla de bronce  | +78 kg             |